# Обершлетенбах
Обершлетенбах (њем. Oberschlettenbach) општина је у њемачкој савезној држави Рајна-Палатинат. Једно је од 74 општинска средишта округа Зидлихе Вајнштрасе. Према процјени из 2010. у општини је живјело 138 становника. Посједује регионалну шифру (AGS) 7337060.

## Географски и демографски подаци
Обершлетенбах се налази у савезној држави Рајна-Палатинат у округу Зидлихе Вајнштрасе. Општина се налази на надморској висини од 250 метара. Површина општине износи 4,6 km². У самом мјесту је, према процјени из 2010. године, живјело 138 становника. Просјечна густина становништва износи 30 становника/km².